# Herman (munk)
Herman var en munk verksam i benediktklostret Podlažice under 1200-talet och förmodas vara författare till Djävulsbibeln, Codex Gigas. Enligt nekrologen i Djävulsbibeln avled en Hermanus monachus inclusus, alltså en munk vid namn Herman som levt isolerad i en cell, den 10 november.
Djävulsbibeln tillkom i Böhmen mellan 1200 och 1230. Dess första kända ägare var klostret i Podlažice, men det är osannolikt att den tillkom där, då klostret var fattigt och inte åstadkom några andra kända handskrifter.  Enligt sägnen skrevs Djävulsbibeln av en fängslad munk, som för sina synders skull fick uppgiften att över en natt skriva världens största bok. När han insåg att det inte skulle lyckas tog han djävulen till hjälp att fullborda arbetet. Munken fick sedan ingen ro i själen, och vände sig till slut till Jungfru Maria med bön om hjälp. När han skulle lösas från sitt löfte avled han.